# The Sisters of Mercy
The Sisters of Mercy sono un gruppo musicale gothic rock britannico emerso dalla scena post-punk  tra il 1980 e il 1981. Dopo aver ottenuto i primi riscontri positivi ed essere diventati noti nel circuito underground e goth britannico, il complesso ha raggiunto un certo successo commerciale a metà degli anni ottanta, successo mantenuto fino alla metà del decennio successivo, quando smisero di pubblicare nuovi dischi per protesta contro l'operato della loro casa discografica. Attualmente il gruppo è attivo ma limita la propria attività ad esibizioni e concerti dal vivo.
I Sisters of Mercy hanno inciso tre album di brani originali, l'ultimo dei quali è stato pubblicato nel 1990. Ognuno di questi album è stato registrato con una formazione diversa e gli unici elementi di continuità sono stati il cantante ed autore Andrew Eldritch e la drum machine ribattezzata Doktor Avalanche. Eldritch ed Avalanche hanno dato vita anche ai The Sisterhood, un side-project creato da Eldritch stesso in un momento in cui erano sorti grossi contrasti con gli altri membri del gruppo originale. Nel 1994 cessarono la propria attività di studio, per protestare contro la loro etichetta, la Time Warner, che accusarono di essersi appropriata ingiustamente di alcuni compensi e di incompetenza generale. Anche se alla fine, nel 1997, la Time Warner risolse il contratto con la band, i Sisters of Mercy non hanno comunque firmato per nessun'altra casa discografica ed hanno scelto di non entrare a far parte del circuito delle etichette indipendenti, nonostante nelle loro esibizioni dal vivo abbiano proposto numerosi nuovi brani.
Dal 1985, quando gli altri componenti della formazione iniziale hanno lasciato il gruppo, i Sisters of Mercy sono di fatto diventati espressione del solo Andrew Eldritch. Alcuni ex-componenti hanno a loro volta formato degli altri gruppi, come i Ghost Dance e The Mission.
Il critico Piero Scaruffi, nel suo omonimo sito e nella sua storia del Rock, valuta la canzone The Temple of Love la ventottesima miglior canzone di tutti i tempi.

## Storia

### La fondazione (1980)
Il gruppo è stato formato a Leeds nel 1980 da Gary Marx ed Andrew Eldritch, entrambi frequentatori abituali del F-club, con il proposito di riuscire a far trasmettere le proprie canzoni dalle stazioni radio; come prime mosse fecero stampare delle t-shirt con il loro nome e logo e pubblicarono un singolo, Damage Done/Watch/Home of the Hit-men.
La scelta del nome fu influenzata dal film di Robert Altman I compari, nella cui colonna sonora era presente un brano di Leonard Cohen con questo titolo. Nel singolo (che i componenti del gruppo si vantano di aver eseguito ben due volte nel celebre programma radiofonico di John Peel) Marx suonava la chitarra, mentre Eldritch si occupava delle percussioni.

### I primi anni (1981-1983)
La band cambiò formazione, aggregando il bassista Craig Adams mentre Eldritch venne sostituito alle percussioni dall'uso di una drum machine, permettendogli di concentrarsi sul canto. La drum machine venne subito battezzata Doktor Avalanche e così tutti i nuovi apparecchi che nel tempo la sostituirono mantennero questo nome. Eldritch si occupava ora della scrittura dei testi, della programmazione di Doktor A. e della produzione, mentre la composizione dei brani era un lavoro di tipo comunitario insieme a Marx ed Adams. Nel 1981, dopo che vari musicisti si erano alternati in quel ruolo senza lasciare particolari tracce, Ben Gunn entrò a far parte del gruppo come seconda chitarra.
I singoli dei Sisters of Mercy cominciarono ad essere regolarmente presenti nelle classifiche britanniche relative alla musica indipendente, ed alcuni furono nominati singolo della settimana in varie riviste del settore. Il chitarrista John Ashton degli Psychedelic Furs decise di produrre il primo successo della band, Alice, edito nel 1982. L'EP The Reptile House, edito nel 1983, è un altro esempio dei primi lavori del complesso e mostra chiaramente la maturazione artistica del gruppo.
Nelle esibizioni dal vivo il loro spettacolo comprendeva molte cover di altri artisti, tra le quali un medley composto da Sister Ray dei Velvet Underground, Ghostrider dei Suicide e Louie Louie di Richard Berry che divenne un punto fermo dei loro concerti. Solo tre di questi brani però - 1969 degli Stooges, Gimme Shelter dei Rolling Stones ed Emma degli Hot Chocolate – furono effettivamente registrati e pubblicati dai Sisters, tutti e tre come lato B di vari singoli.
Alla fine del 1983, in seguito al grande successo riscosso dal brano Temple of Love, il gruppo firmò un contratto con la major discografica Wea. Nello stesso periodo Ben Gunn, in disaccordo con la direzione che secondo lui Eldritch stava dando all'evoluzione della band, decise di abbandonare.

### First and Last and Always(1984-1985)
Ben Gunn fu sostituito con Wayne Hussey, che si dedicò a suonare le chitarre elettrica e acustica a 12 corde, contribuendo anche alla stesura dei pezzi. La sua precedente esperienza di studio con i Dead or Alive fu di grande aiuto alla band nella realizzazione del loro primo album.
Il tour Black October effettuato nel Regno Unito (ottobre-novembre 1984) non fece che confermare lo status di band di culto del movimento underground di cui i Sisters of Mercy godevano.
Tuttavia la crescente distanza tra Eldritch ed il resto del gruppo stava facendo sì che la situazione durante la registrazione del primo album First and Last and Always fosse molto difficile. Il peggioramento delle condizioni di salute e dei problemi psicologici del leader la deteriorarono ulteriormente. La maggior parte delle canzoni contenute nell'album furono scritte e provate da Marx, Hussey ed Adams da soli, mentre Eldritch interveniva solo all'ultimo momento per scrivere ed interpretare le parti vocali. Appena prima della pubblicazione del disco, nel 1985, Gary Marx si separò dalla band durante la tournée, sostenendo che continuare a lavorare con Eldritch era diventato impossibile. Il gruppo continuò ugualmente a tenere gli spettacoli programmati, esibendosi come trio e salutando i propri fan con un concerto finale alla Royal Albert Hall di Londra il 18 giugno 1985. Di questo spettacolo venne fatta una registrazione video in seguito pubblicata con il titolo di Wake.

### La divisione (1985-1986)
Poco dopo l'ultimo concerto Eldritch si trasferì a vivere ad Amburgo, mentre Hussey ed Adams annunciarono la propria decisione di separarsi da Sisters of Mercy per formare un loro gruppo, motivando la scelta con le inconciliabili differenze di vedute artistiche e personali con Eldritch.
La nuova band cominciò a tenere dei concerti esibendosi con il nome di The Sisterhood ed eseguendo dei brani composti originariamente da Hussey per i Sisters ma che Eldritch, non gradendoli, aveva respinto; tra questi le canzoni Dance On Glass e Garden Of Delight, che erano state già incise (ma non pubblicate) dai Sisters of Mercy con Eldritch alla voce, e che Hussey decise di incidere assieme alla sua nuova band.
Nel frattempo Eldritch contestò l'uso del nome Sisterhood sia perché troppo simile a The Sisters Of Mercy, sia perché si trattava di un nome sotto il quale era conosciuta la comunità dei fan dei Sisters. Per tentare di impedire questo uso pubblicò il singolo Giving Ground sotto il nome di una sua nuova band, a sua volta chiamata The Sisterhood (singolo che fu più tardi seguito anche dall'album Gift). Il gruppo di Hussey alla fine decise di ribattezzarsi The Mission, e si diffuse il sospetto che tutta la vicenda non fosse stata altro che un'abile manovra di pubbliche relazioni orchestrata per fungere da trampolino di lancio per la carriera dei Mission. Non è tuttora chiaro se la controversia sia stata alla fine risolta per vie legali o se, più semplicemente, le parti siano riuscite a raggiungere un accordo.

### Floodland(1987-1989)
Rimasto quindi solo e libero di gestire la band come meglio credeva, Eldritch nel novembre del 1987 pubblicò l'album Floodland, spostando le sonorità del gruppo dal rock basato sulla chitarra elettrica verso un sound più oscuro e dalle atmosfere vagamente wagneriane e basate sull'uso delle tastiere, sulla scia di quanto sperimentato durante la realizzazione di Gift. La produzione del nuovo album fu curata da Eldritch stesso e da Larry Alexander, con l'aiuto di Jim Steinmann in due brani.
Dai Gun Club, un gruppo che era andato in tour con i Sisters dell'epoca precedente, arrivò la cantante e bassista Patricia Morrison che aveva già collaborato con Eldritch nel progetto Sisterhood. Non è comunque ancora chiaro che ruolo abbia effettivamente svolto Morrison nel gruppo: in una prima intervista i due dissero che più che una musicista era stata una specie di consigliera e Eldritch aggiunse che lo aveva aiutato a meglio definire la direzione da far prendere alla musica, mentre più tardi sostenne invece che di fatto era stata ingaggiata per far credere durante le apparizioni pubbliche che i Sisters fossero ancora un gruppo e non un suo progetto solista, affermazione che Morrison contestò sdegnata.
Comunque la musicista senza alcun dubbio cantò alcune parti vocali nell'album ed apparve insieme ad Eldritch nei video musicali che accompagnarono i singoli tratti dal disco, mentre è molto incerto se abbia o meno suonato il basso, dato che molti brani all'ascolto sembrano realizzati con le parti di basso ottenute al sintetizzatore. Morrison lasciò il gruppo nel corso del 1988, tra l'altro con ulteriori polemiche di tipo finanziario. Durante tutto questo periodo la band non si esibì mai dal vivo.

### Vision Thing(1990-1993)
La successiva e nuova incarnazione dei The Sisters of Mercy comprese Andreas Bruhn, uno sconosciuto chitarrista tedesco che Eldritch sembrerebbe aver scoperto mentre suonava in un pub di Amburgo, il discusso bassista Tony James (ex Sigue Sigue Sputnik e Generation X) e Tim Bricheno, precedentemente chitarrista degli All About Eve.
La nuova formazione debuttò con l'album Vision Thing, pubblicato il 22 ottobre 1990 e prodotto dallo stesso Eldritch, nuovamente con una piccola collaborazione da parte di Jim Steinmann. Nell'album suonarono anche il chitarrista John Perry e la vocalist Maggie Reilly.
Lo stile musicale cambiò nuovamente, tornando a basarsi su una dimensione musicale fortemente caratterizzata dalle chitarre. Nel biennio 1990-1991 la band si cimentò in tour planetario per promuovere l'album. Nel 1991 fu organizzata una serie di concerti in Nordamerica che, curiosamente, affiancava i Sisters Of Mercy al gruppo rap e hip hop dei Public Enemy. Temendo che tra i due diversi gruppi di fan potessero scoppiare incidenti, molte città vietarono che i concerti andassero in scena e il tour fu così interrotto a metà del programma. Alla fine dell'anno Tony James abbandonò il gruppo per dedicarsi alla carriera solista e le linee di basso finirono per essere affidate a Doktor Avalanche.
Il sostanziale fallimento del tour Americano non facilitò di certo le già tese relazioni tra Eldritch e la sua nuova casa discografica, la EastWest, un'etichetta minore del gruppo Warner. I conflitti con la WEA portarono alla sospensione della distribuzione del disco negli Stati Uniti, così che gli ultimi lavori del gruppo sono disponibili in USA solo come dischi d'importazione.
Cedendo alle insistenze della casa, nel 1992 il gruppo reincise il vecchio singolo Temple of Love (con la cantante israeliana Ofra Haza come ospite vocale), per promuovere la raccolta dei loro primi singoli intitolata Some Girls Wander by Mistake. L'anno si chiuse con l'abbandono di Tim Bricheno, sostituito da Adam Pearson.
Adam Pearson suonò come unico chitarrista nel singolo Under the Gun - al quale partecipò anche la cantante Terri Nunn dei Berlin come seconda voce – che fu registrato come traino per la raccolta dei più grandi successi dei Sisters Of Mercy A Slight Case of Overbombing. Queste sono state fino ad oggi le ultime pubblicazioni ufficiali del gruppo. In questo stesso periodo anche Andreas Bruhn finì di fatto fuori dalla band, anche se continuò ad esibirsi con loro per tutto il 1993.

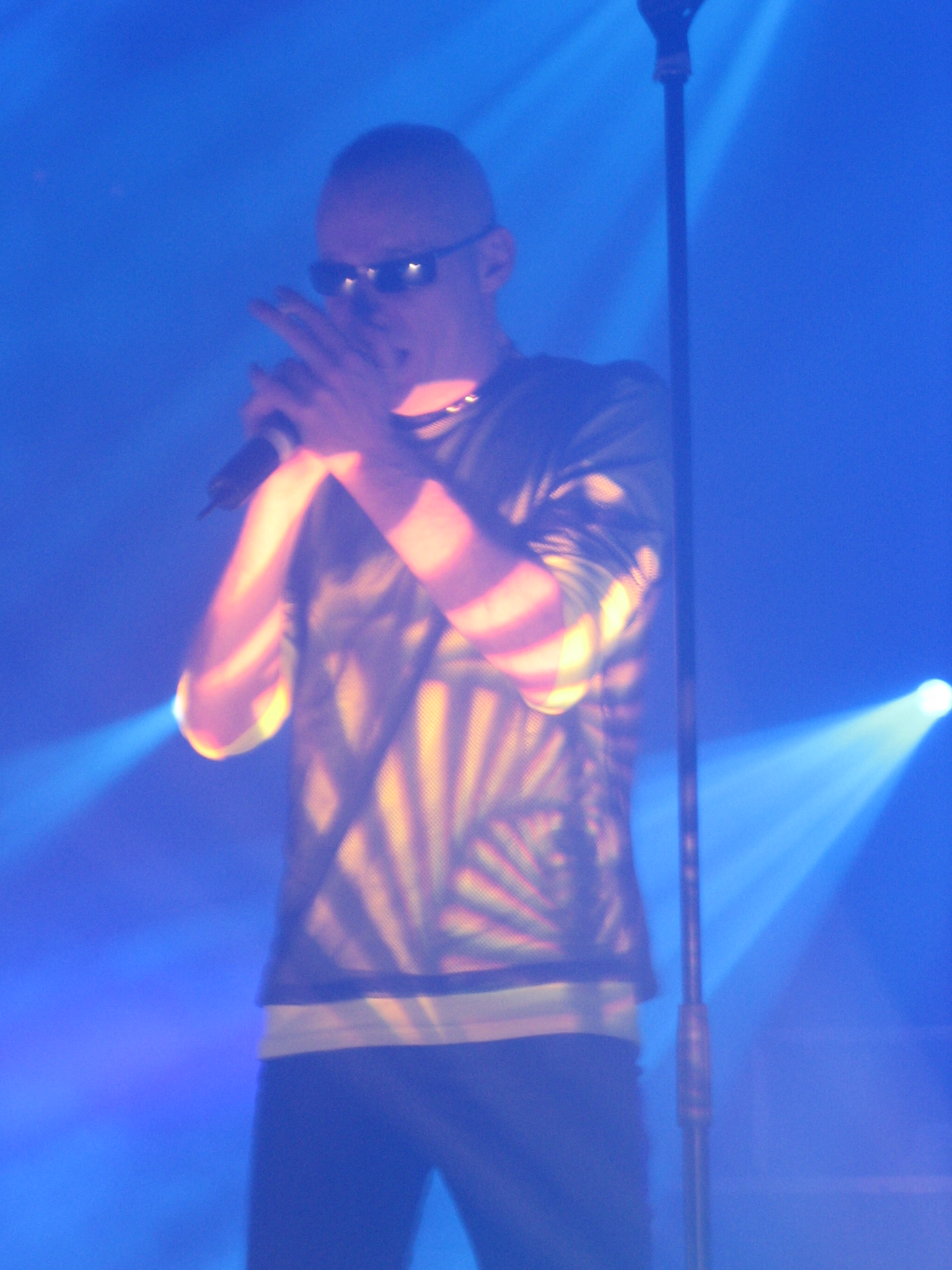
Andrew Eldritch durante un concerto a Portland nel 2006

Subito dopo gli ultimi concerti, tenuti nel dicembre del 1993, The Sisters Of Mercy iniziarono quello che Andrew Eldritch chiamò lo "sciopero contro la EastWest".

### Gli ultimi anni (1996-presente)
Nel 1996 la band tornò a nuova vita, esibendosi in diversi concerti come supporto dei Sex Pistols. Il posto di Andreas Bruhn fu preso a turno da Chris Sheehan e Mike Varjak.
Il contratto con la EastWest terminò nel 1997 dopo che la casa discografica accettò il materiale registrato sotto il nome del gruppo-fantasma SSV al posto dei due album per i quali i Sisters of Mercy erano ancora sottoposti a vincolo contrattuale. La casa aveva accettato il materiale che sarebbe dovuto uscire ufficialmente con il titolo di Go Figur (consistente in un monotono sottofondo di tipo techno-house accompagnato dai sommessi brontolii di Eldritch) senza neppure ascoltarlo: naturalmente non fu mai pubblicato ed attualmente è in circolazione solo attraverso il circuito degli MP3 pirata.
Ogni anno, 2004 a parte, il gruppo si esibisce in una breve serie di concerti, ma le loro performance non sono, tra il disappunto di alcuni fan, basate sull'esecuzione dei passati successi, ma su un sempre crescente numero di nuovi brani e sull'esecuzione dei pezzi del loro repertorio più oscuri e meno conosciuti. Nel 2005 anche Adam Pearson ha lasciato i Sisters of Mercy aggregandosi agli MC5 ed è stato sostituito da Ben Christo. Nel 2006, infine, la casa discografica Rhino ha ripubblicato i tre album ufficiali dei Sisters con tanto di brani aggiunti.

## Influenze
Tra le proprie influenze il gruppo cita Leonard Cohen e i Motörhead, così come The Stooges e i Suicide; proprio Cohen, nel suo album di debutto Songs of Leonard Cohen, incluse un brano di sua composizione intitolato Sisters of Mercy. Le ultime due band invece sono considerate appartenere al genere punk e proto-punk e questo fa sì che il gruppo condivida le proprie origini con gli altri gruppi che hanno fatto parte della prima ondata di quella che viene definita musica goth.
Nonostante la band vanti una notevole base di fans appartenenti alla cosiddetta cultura dark, I Sisters of Mercy si considerano innanzitutto una rockband ed hanno pubblicamente e ripetutamente scoraggiato l'associazione del proprio nome sui mezzi di stampa con il movimento Goth, talvolta prevedendo anche apposite clausole contrattuali nei loro ingaggi. Questo fatto non ha comunque impedito loro di partecipare ai più importanti festival in cui questo tipo di musica rappresenta l'attrazione principale, come il M'era Luna Festival che si tiene ad Hildesheim in Germania. I Sisters of Mercy in ogni caso hanno rappresentato a loro volta un'importante fonte di ispirazione per le formazioni goth della seconda generazione.

## Formazione
Non sono inclusi alcuni musicisti che fecero parte per brevissimo tempo del gruppo nel periodo 1980-1981, né i musicisti che accompagnarono la band durante le esibizioni dal vivo senza farne realmente parte dal 1990 in avanti.
Componenti attuali
- Andrew Eldritch - (1980-) voce, tastiere, chitarre,
- Ben Christo - chitarre, cori (2006-)
- Kai (da Esprit D'Air) - chitarre, cori (2023-)
- Doktor Avalanche - percussioni (1980-)

Componenti passati
- Gary Marx - chitarre, voce in uno dei primissimi brani (1980-1985)
- Craig Adams - basso (1981-1985)
- Ben Gunn - chitarre (1981-1983)
- Wayne Hussey - chitarre, seconda voce (1984-1985)
- Patricia Morrison - basso (1985-1989)
- Andreas Bruhn - chitarre (1989-1993)
- Tony James - basso (1989-1991)
- Tim Bricheno - chitarre (1990-1992)
- Adam Pearson - chitarre, seconda voce, basso (1993-2005)
- Chris Sheehan - chitarre, seconda voce (1996; 2000-2003)
- Mike Varjak - chitarre (1997-1999)
- Dan Donovan - tastiere (1990-1991)
- Chris May - chitarre, cori (2005-)

## Discografia

### Album in studio
- 1985 - First and Last and Always
- 1987 - Floodland
- 1990 - Vision Thing

### Raccolte
- 1992 - Some Girls Wander by Mistake
- 1993 - A Slight Case of Overbombing

### EP
- 1983 - Alice
- 1983 - The Reptile House E.P.
- 1984 - Body and Soul

### Singoli
- 1980 - The Damage Done/Watch/Home Of The Hit-men
- 1982 - Body Electric/Adrenochrome
- 1982 - Alice/Floorshow
- 1983 - Anaconda/Phantom
- 1983 - Alice/Floorshow/Phantom/1969
- 1983 - The Reptile House EP
- 1983 - Temple of Love
- 1984 - Body and Soul
- 1984 - Walk Away
- 1985 - No Time to Cry
- 1987 - This Corrosion
- 1988 - Dominion
- 1988 - Lucretia My Reflection
- 1990 - More
- 1990 - Doctor Jeep
- 1991 - When You Don't See Me
- 1992 - Temple of Love (Touched by the hand of Ofra Haza)
- 1993 - Under the Gun

### Bootleg (parziale)
- 1990 - The Darks were in Milan/Live '85